# Crusafontia
Crusafontia es un género extinto de mamíferos que vivieron en Europa durante el inicio del Cretácico. Solamente es conocido por la existencia de algunos dientes, y su aspecto se ha podido reconstruir basándose en los esqueletos de parientes cercanos del Jurásico superior. Probablemente se comportaba como una pequeña ardilla, medía unos 10,2 centímetros y vivía en los árboles. Su dieta se componía principalmente de núculas, frutas, y semillas. La forma de los huesos pélvicos sugiere que parían crías poco desarrolladas, y que más tarde continuaban su desarrollo dentro de una especie de marsupio.
Recibe su nombre en honor del paleontólogo español Miquel Crusafont. Actualmente se distinguen dos especies:
- C. cuencana, encontrado en Cuenca, en estratos del Barremiense superior
- C. amoae, encontrado en Teruel, en estratos del Barremiense inferior[3]